# 皇室の伝統を守る国民の会
皇室の伝統を守る国民の会（こうしつのでんとうをまもるこくみんのかい）は、男系男子による皇位継承の維持を目的とする団体。

## 概略
小泉内閣の有識者会議の提案する「女系天皇容認案」に危機感を懐いた日本会議の主導のもと、同案を絶対阻止すべく、2006年3月30日に設立されたが、同年9月6日、悠仁親王の誕生により、有識者会議の方向性が正常化したため、一旦活動を終了した。
しかし、野田内閣が「女性宮家創設案」を打ち出したことにより、これを阻止し男系男子による安定した皇位継承を確立するため、2012年5月30日に再び日本会議によって同名の団体が設立された。
現在の会長は山東昭子前参議院議長。

## 沿革
2004年12月27日、小泉純一郎首相の私的諮問機関として「皇室典範に関する有識者会議」が発足。2005年1月25日から会合が重ねられ、同年11月24日、小泉内閣の有識者会議は、皇位継承について「女性天皇・長子優先」を柱とし「女系天皇をも容認する報告書」を提出した。報告書提出の前後から、小泉内閣の有識者会議の方向性、特に「女系天皇容認案」に対して危機感を懐いた日本会議および日本会議国会議員懇談会は、これら対してに猛烈な反対運動を開始。2005年11月1日、日本会議国会議員懇談会は国会内で総会を開き、「女系天皇の容認は、国民の理解を超える拙速さ」と有識者会議を全面批判。女系天皇容認案を絶対阻止する決議を全会一致で採択した。
会長の平沼赳夫は同月中旬、首相官邸で安倍晋三官房長官に決議文を手渡した。日本会議国会議員懇談会は11月から12月にかけて、日本会議政策委員の大原康男、同委員の百地章、八木秀次、櫻井よしこらを講師に招き、皇室典範改正問題の連続学習会を開催した。同年12月、日本会議は常任理事会で皇室典範改定問題に取り組むことを決定した。
2006年2月、日本会議と日本会議国会議員懇談会の主催による「皇室典範の拙速な改定に反対する緊急集会」が永田町の憲政記念館で開催された。日本会議は3月7日に日本武道館で「皇室の伝統を守る一万人大会」を開催し、3月30日に関連団体として「皇室の伝統を守る国民の会」を設立。その後、同年9月6日に秋篠宮家に長男・悠仁親王が誕生されたことにより、有識者会議が正常化したため、一旦役割を終えた。
ところが、2012年1月6日、野田内閣が「女性宮家」の創設を検討するため、皇室法制に詳しい元最高裁判事の園部逸夫を内閣官房参与に起用すると発表。園部起用を機に検討を本格化させる方針が明らかとなったため、再び危機感を懐いた日本会議主導のもと、同年5月30日、同副会長の小堀桂一郎、中西輝政、葛西敬之、稲盛和夫、津川雅彦ら28人が呼びかけ人となり、「皇室の伝統を守る国民の会」の設立総会が明治記念館で開かれた。設立総会に出席した安倍晋三は「戦後、皇籍離脱した11宮家の復帰を考慮しないのはおかしい」「民主党政権が小泉内閣の有識者会議の結論にこだわる必要はまったくない」と述べ、「女性宮家創設案」よりも優先する課題としてGHQによって皇籍離脱させられた旧皇族の皇籍復帰をいち早く検討するよう求めた。櫻井よしこと日本青年会議所会頭の井川直樹が代表発起人として提言を行った。日本会議会長の三好達が会長職を兼務した。